# Humberto Centanaro
Humberto Centanaro Gando (Milagro, 28 de abril de 1936) fue un político ecuatoriano. Fue el primer alcalde de la ciudad de Milagro. Fue diputado nacional del Ecuador, concejal de Milagro, Presidente de la Asociación de Municipalidades del Ecuador (AME-Guayas), Presidente del consejo cantonal de Milagro, entre otros.